# 高顥
高 顥（こう こう、生没年不詳）は、北魏の官僚。字は門賢。本貫は渤海郡蓨県。

## 経歴
高和璧（高祐の子）の子として生まれた。司空参軍となり、員外郎に転じた。建康子の爵位を嗣ぎ、符璽郎中となった。508年（永平元年）、冀州別駕となったが、赴任しないうちに、冀州刺史の元愉が反乱を起こした。宣武帝は尚書の李平を都督として、元愉を討たせた。李平は高顥が冀州の領袖であることから、召し出して録事参軍とした。高顥はそのまま統軍を兼ね、軍機の決定に参与した。元愉が捕らえられた後、元愉の別党1000人あまりが処刑されることとなった。高顥はかれらがやむなく反乱に加担した者たちであると訴えて、赦免を願い出た。李平は高顥の意見に従って上奏し、このためみな一命を許された。事後処理が終わると、高顥はそのまま冀州別駕の職をつとめた。冀州で飢饉が起こったが、高顥はその対処を主導して、落ちついて収拾したため、時の名声をえた。まもなく陵江将軍の号を加えられたが、事件に連座して免官された。長らくを経て、鎮遠将軍として再び起用された。後に輔国将軍・中散大夫に転じ、さらに中散大夫のまま征虜将軍となった。49歳で死去した。平東将軍・滄州刺史の位を追贈された。諡は恵といった。
子の高徳正が後を嗣いだ。

## 伝記資料
- 『魏書』巻57 列伝第45
- 『北史』巻31 列伝第19